# Jugendsinfonieorchester Aargau

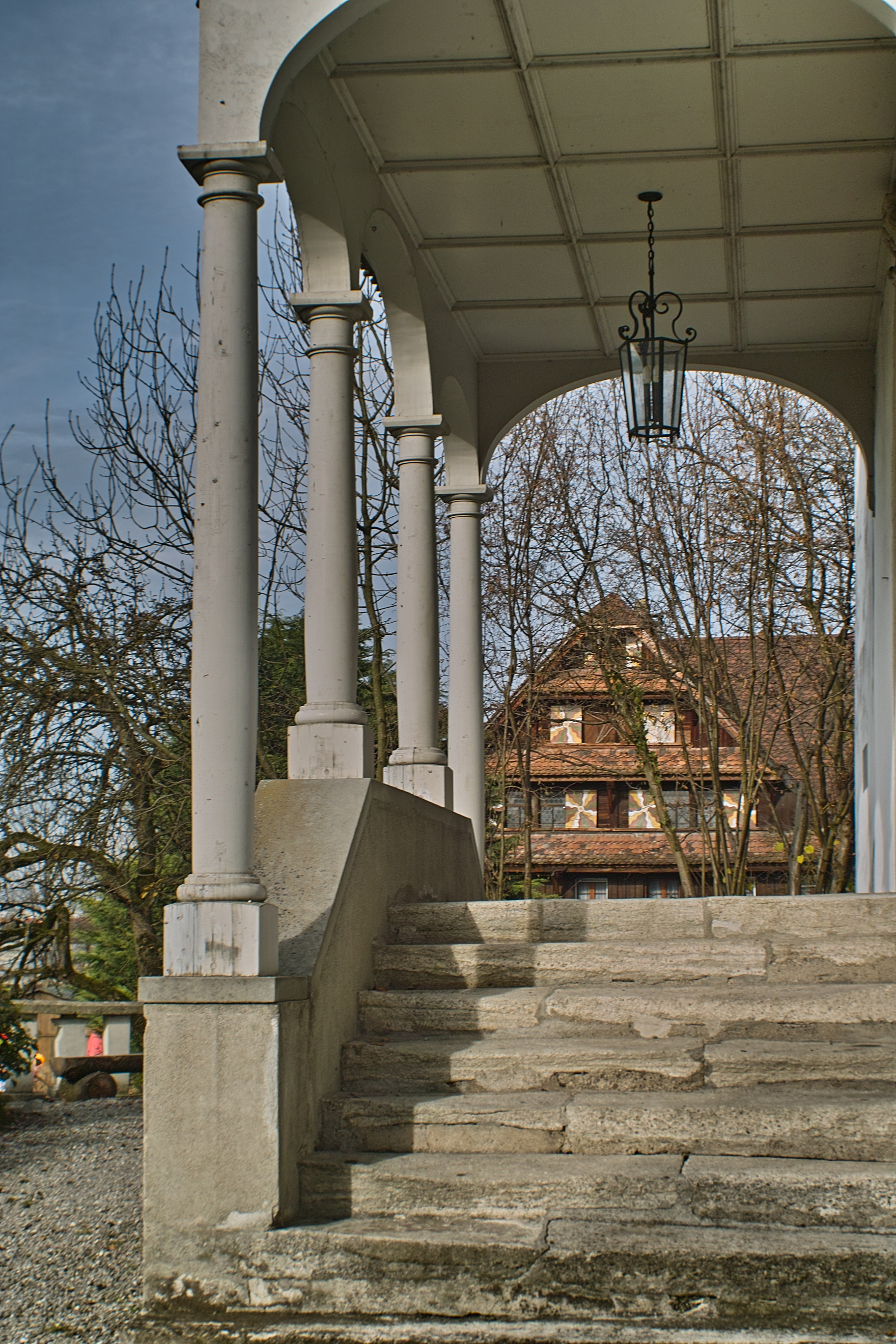
Alte Kirche in Boswil, Probe- und Konzertort des JSAG

Das Jugendsinfonieorchester Aargau, kurz JSAG wurde 2005 gegründet. Es ist ansässig am Künstlerhaus Boswil und mit diesem institutionell verbunden. Sein Dirigent ist Hugo Bollschweiler.
Das Orchester besteht heute aus ungefähr 50 Musikern und Musikerinnen. Seit seiner Gründung zählt es zu den innovativsten und ambitioniertesten Jugendorchestern der Schweiz, nicht zuletzt dank der Tätigkeit seines Gründers und ehemaligen Dirigenten, Moritz Baltzer. Seit seiner Gründung musizierten einige Solisten von Weltruf, und insbesondere auch aufstrebende Solisten aus der Schweiz, mit dem Orchester. Das JSAG führt jedes Jahr im Winter und Sommer jeweils eine Tournee durch, welche es an sämtliche wichtigen Konzertorte der Region Aargau führten, sowie auch zu Auftritten in der ganzen übrigen Schweiz. Von seinem Erfolg zeugen über 30 redaktionelle Zeitungsberichte in den führenden Printmedien der Schweiz, als auch Radiobeiträge im staatlichen Radio DRS.
Intendant des Orchesters ist Michael Schneider.

## Dirigenten
- Hugo Bollschweiler (seit 2012)
- Moritz Baltzer (2005–2012)

## Vorgeschichte
Vorläufer des Jugendsinfonieorchesters Aargau war das weiterhin bestehende Jugendorchester Freiamt. Das JSAG wurde im Rahmen eines innovativen Kulturförderungsprojekts des Amtes für Bildung, Kultur und Sport des Kantons Aargau gegründet.

## Solisten
Seit seiner Gründung tritt das Jugendsinfonieorchester Aargau sowohl mit aufstrebenden jungen Solisten aus der Region Aargau auf, als auch mit bedeutenden arrivierten Künstlern.
Bisherige Solisten waren unter anderem Radovan Vlatković (Waldhorn), Dejan Lazić (Klavier), Daria Zappa (Violine), Oliver Schnyder (Klavier), Fabio de Casola (Klarinette), Judith Schmid (Mezzosopran), Benjamin Nyffenegger (Cello), Rahel Cuntz (Violine) oder Edicson Ruiz (Kontrabass).

## Diskographie
- Klangfarben Boswil 1: Wolfgang Amadeus Mozart, Le-nozze-di-Figaro-Ouverture / Konzertarie KV. 583 "Vado, ma dove? - oh Dei!" / Edgar Varèse, Octandre für Bläser und Kontrabass / Joseph Haydn, Sinfonie Nr. 104 in D-Dur Hob I:104.
- Klangfarben Boswil 3: Béla Bartók, Rumänische Volkstänze / Felix Mendelssohn Bartholdy, Konzert in e-Moll für Violine und Orchester op.64 (Daria Zappa, Violine) / Franz Schubert, Sinfonie Nr. 3 in D-Dur D200.
- Klangfarben Boswil 6: Ludwig van Beethoven, Sinfonie Nr. 1 in C-Dur op.21 / György Ligeti, Ramifications für Streicher / Richard Strauss, Konzert für Waldhorn und Orchester Es-Dur op. 11 (Radovan Vlatkovic, Horn).
- Klangfarben Boswil 16: Werke von Schönberg, Webern, Schumann und Schostakowitsch (Aufnahmen aus den Jahren 2011 und 2012).